# السفارة السعودية في فرنسا
سفارة المملكة العربية السعودية في فرنسا، هي بعثة دبلوماسية سعودية تقع في العاصمة الفرنسية باريس ويترأس البعثة سفير خادم الحرمين الشريفين فهد بن معيوف الرويلي.

## السفراء
|  | الاسم                       | تاريخ التعيين   |
|  | --------------------------- | --------------- |
|  | فؤاد حمزة                   | 4 نوفمبر 1939م  |
|  | رشاد بن محمود فرعون         | 9 أكتوبر 1952م  |
|  | طلال بن عبد العزيز آل سعود  | 7 يونيو 1955م   |
|  | رشاد بن محمود فرعون         | 22 يونيو 1963م  |
|  | مدحت شيخ الأرض              | 25 يوليو 1966م  |
|  | محمد أ. علي رضا             | 27 أكتوبر 1972م |
|  | جميل بن إبراهيم الحجيلان    | 29 يوليو 1976م  |
|  | فيصل بن عبد العزيز الحجيلان | 7 فبراير 1996م  |
|  | محمد بن إسماعيل آل الشيخ    | 18 ديسمبر 2003م |
|  | خالد بن محمد العنقري        | 15 فبراير 2016م |
|  | فهد بن معيوف الرويلي        | 30 ديسمبر 2020م |

## وصلات خارجية
- موقع سفارة المملكة العربية السعودية السعودية في فرنسا
- (بالعربية) وزارة الخارجية السعودية
- (بالإنجليزية) Ministry of Foreign Affairs of Kingdom of Saudi Arabia